# Химиченко Олександр Васильович
Олександр Васильович Химиче́нко (нар. 11 серпня 1856, Корсунь — пом. 17 травня 1948, Львів) — український флейтист, педагог.

## Біографія
Народився 30 липня [11 серпня] 1856 року в місті Корсуні (тепер Корсунь-Шевченківський, Черкаська область, Україна). Його батько — Василь Химиченко був кріпаком у князя П. Лопухіна в Корсуні, грав на флейті у його приватному симфонічному оркестрі, а згодом - солістом оркестру Київської опери. Базову музичну освіту здобув під проводом свого батька. 1879 року закінчив Московську консерваторію. Його викладачами були Фердинанд Бюхнер (клас флейти), Микола Рубінштейн (клас оркестрування), Петро Чайковський (гармонія). Відтоді соліст оркестру Київської опери, а з 1880 року викладач Київського музичного училища. Підтримував дружні стосунки і листувався з П. Чайковським.
З 1900 по 1910 рік мешкав у будинку № 39/24 по вулиці Володимирській. В 1910 році нагороджений орденом святої Анни 2-го ступеня. Брав активну участь у процесі створення Київської консерваторії, де був професором класу флейти з 1913 по 1941 рік. Також викладав фортепіано, читав лекції з теорії та історії музики, сольфеджіо, гармонії, входив до складу екзаменаційних комісій. Серед учнів Петро Чучупак, Андрій Проценко, Леонід Ніколаєв, Микола Покровський.
Багато виступав як соліст-концертант, неодноразово згадувався в пресі як один з кращих інструменталістів-виконавців оперного театру. Окрім цього диригував оркестром при Південно-Західній залізниці, публікував критичні статті в газетах «Заря», «Киевское слово».

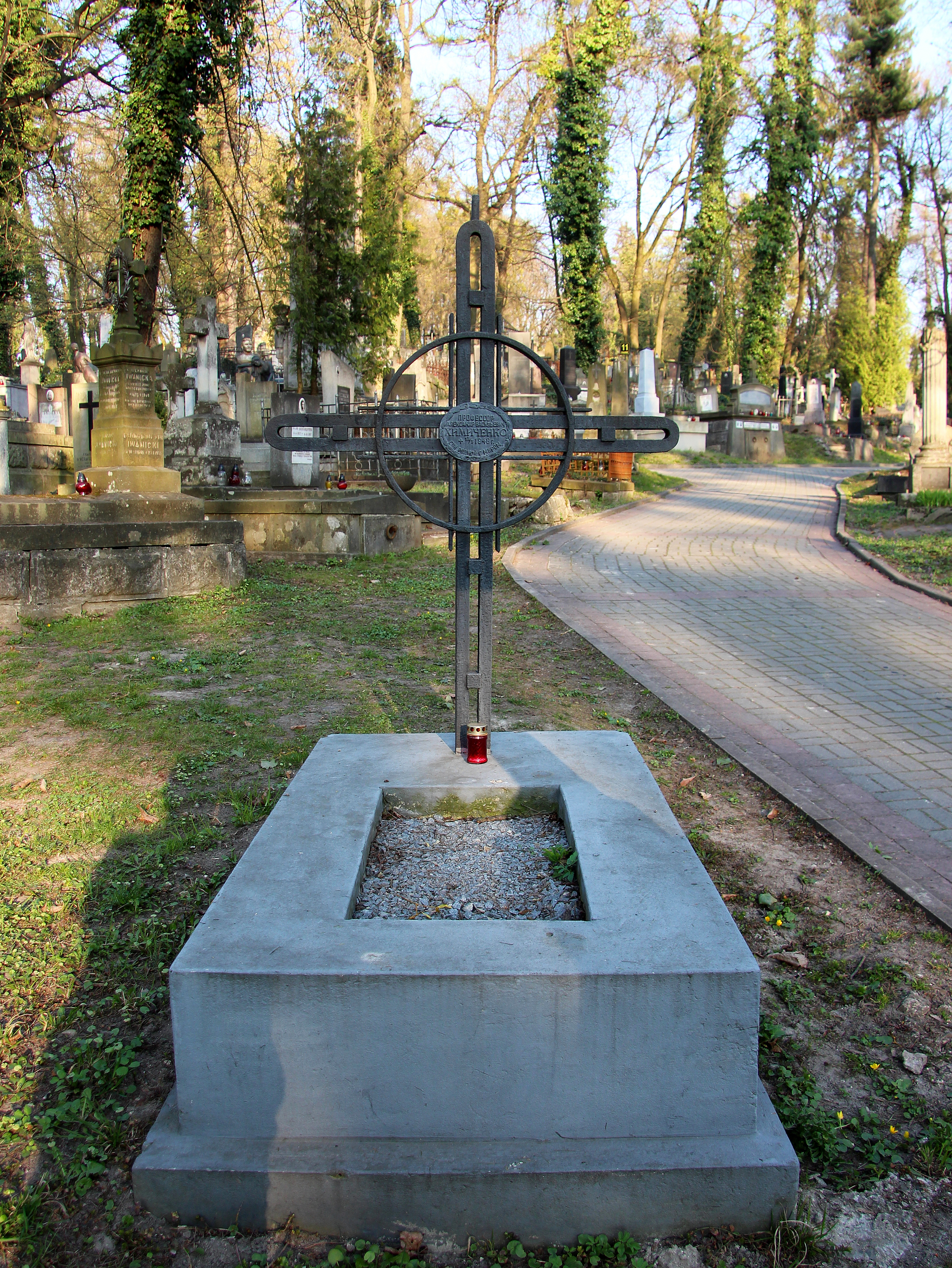
Могила О. Химиченка

Під час Другої світової війни залишався в окупованому нацистами Києві. Після відвоювання міста радянськими військами у 1943 році, рятуючись від переслідувань радянської влади, переїхав до Львова, де і помер 17 травня 1948 року. Похований на 11 полі Личаківського цвинтаря. Нещодавно надгробок  О. Химиченка був відремонтований дирекцією музею "Личаківський цвинтар".